# Pennisetum nervosum
Pennisetum nervosum är en gräsart som först beskrevs av Christian Gottfried Daniel Nees von Esenbeck, och fick sitt nu gällande namn av Carl Bernhard von Trinius. Pennisetum nervosum ingår i släktet borstgräs, och familjen gräs. Inga underarter finns listade i Catalogue of Life.